# Бжозувка (Равський повіт)
Бжозувка (пол. Brzozówka) — село в Польщі, у гміні Цельондз Равського повіту Лодзинського воєводства.
Населення — 194 особи (2011).
У 1975-1998 роках село належало до Скерневицького воєводства.

## Демографія
Демографічна структура станом на 31 березня 2011 року:
|          | Загалом | Допрацездатний вік | Працездатний вік | Постпрацездатний вік |
| -------- | ------- | ------------------ | ---------------- | -------------------- |
| Чоловіки | 103     | 20                 | 73               | 10                   |
| Жінки    | 91      | 13                 | 53               | 25                   |
| Разом    | 194     | 33                 | 126              | 35                   |